# Preparatoria Emiliano Zapata
La Preparatoria Emiliano Zapata es una institución de educación media superior pública mexicana. Fue fundada en 1970 y pertenece a la Benemérita Universidad Autónoma de Puebla, cuya sede es la ciudad de Puebla y cuenta con una extensión regional en San Martín Texmelucan. Recibe su nombre por el héroe de la Revolución Mexicana, Emiliano Zapata.

## Antecedentes
Tras la Reforma Universitaria de 1961 y la participación de la comunidad en el movimiento estudiantil nacional de 1968, el marxismo se había posicionado dentro de la universidad. Por su parte, la demanda de educación media superior rebasaba la capacidad del bachillerato Benito Juárez, que servía en dos turnos: matutino y nocturno. Este segundo, en realidad, funcionaba en un horario vespertino, por lo que no podía atender a los trabajadores después de su jornada laboral, contraviniendo lo dispuesto en la reforma. Estas condiciones detonaron la organización de una nueva escuela popular.[cita requerida]

## Historia

### Origen (1969)
En 1969, un grupo de estudiantes creó la Comisión Organizadora de la Preparatoria Popular, por iniciativa del estudiante de Filosofía, Alfredo Romero Palma, miembro del Partido Comunista Mexicano. El grupo se dio a la tarea de organizar a los estudiantes no aceptados en las otras preparatorias y a alumnos de otras instituciones para que se iniciaran las clases en el edificio Carolino. La escuela comenzó a funcionar en la segunda mitad de 1969 con 617 alumnos y una planta docente de 88 profesores pro bono.
En la época, la confrontación entre el Frente Universitario Anticomunista (FUA) y los defensores de la Reforma Universitaria estaba en su máximo, por lo que la creación de una preparatoria popular no fue del agrado de un sector. La preparatoria fue blanco de una campaña de difamación por parte de integrantes del clero y el empresariado, quienes argumentaron que era «una escuela para retrasados mentales» (debido a que eran alumnos rechazados de otros planteles); y que los profesores eran «promotores de la prostitución y la drogadicción».
El primer choque entre la preparatoria y el Frente Universitario Anticomunista se dio por las «novatadas»: actos de humillación púbica en contra de los alumnos de nuevo ingreso por parte de los alumnos de niveles superiores. Los miembros del FUA promovían estas acciones, mientras que los alumnos de la preparatoria popular se negaron a ser partícipes, organizándose en grupos de diez o más para evitar ser víctimas de tales actos. Más tarde, los egresados de la Zapata serían quienes promoverían la eliminación de las novatadas en los planteles.

### Primeros años (1970-1985)
El 30 de enero de 1970, se expuso al Consejo Universitario el problema de la falta de cupo en los salones de la preparatoria diurna y nocturna, por lo que se consideró integrar a los estudiantes de la preparatoria popular al plantel Benito Juárez o constituirla como una entidad distinta. El Consejo eligió la segunda opción, constituyendo así formalmente la escuela preparatoria popular Emiliano Zapata. Al no estar incluida la escuela dentro del presupuesto universitario, se acordó que los profesores no percibirían salario. Fue hasta el año lectivo 1972-1973, cuando egresó la primera generación, que el proyecto fue considerado viable y se acordó el pago a los docentes.
La preparatoria popular Emiliano Zapata recibió su nombre por varias causas: el apelativo «popular» se incluyó para resaltar la necesidad de una escuela accesible para los trabajadores, fueran del campo o de la ciudad. También se dio este término por el deseo de «impulsar la educación pública laica, democrática, científica, nacionalista y ligada a las luchas populares». Por su parte, el nombre «Emiliano Zapata» fue elegido por ser considerado como «el más puro y ejemplar de los revolucionarios mexicanos», decisión que fue celebrada por los profesores simpatizantes del movimiento campesino.
En un inicio, la preparatoria Emiliano Zapata ocupó el primer patio y el área sur del Edificio Carolino. Con el traslado de la escuela de Ingeniería Química a Ciudad Universitaria, la preparatoria se mudó a las «catacumbas» del tercer patio; un espacio poco adecuado para la práctica docente, debido a que sus oscuros y húmedos salones habían servido anteriormente como laboratorios y bodegas de otras escuelas.
Tras el sismo del 28 de agosto de 1973, la arquitectura del tercer piso del Carolino quedó gravemente afectada, por lo que la preparatoria fue trasladada a la facultad de Arquitectura, en Ciudad Universitaria, donde permaneció por tres años hasta que sus instalaciones originales fueron reparadas. La preparatoria continúo expandiéndose hasta ocupar casi la totalidad del Edificio Carolino. A mediados de los años ochenta, la matrícula creció hasta 3,600 alumnos, lo que forzó a la universidad a hallar una nueva sede para la escuela.

### Casa del Marqués (1986-1990)
En 1986, la Zapata se trasladó a la Casa del Marqués, también conocida como Casa de las Diligencias, un inmueble adquirido por el rector Alfonso Vélez Pliego, quien fuese uno de los impulsores de la creación de la preparatoria y su coordinador general entre 1971 y 1974.[cita requerida]
Durante el año 2008, el gobernador Mario Marín donó el edificio Casa del Traductor, con el fin de construir nuevos laboratorios, aulas y trasladar la biblioteca universitaria "Juan Rulfo" a un mejor recinto.

### Campus San Martín Texmelucan (2010-actualidad)
En 2010, como parte del Proyecto de Regionalización de las preparatorias de la BUAP, se presentó una extensión del plantel en San Martín Texmelucan, Puebla.

## Instalaciones
- Casa de las Diligencias.[7]
- Casa del Traductor (BUAP).[7]
- Arena BUAP (Antes Polideportivo «Ignacio Manuel Altamirano»)
- Biblioteca Universitaria «Juan Rulfo».

## Egresados y exalumnos de renombre
- Mario Marín Torres: Político mexicano.
- Claudia Rivera Vivanco: Político mexicano.
- Rubén Saravia "Simitrio": Activista Político.